# Natoye
Natoye ligt in de provincie Namen en is een plaats en deelgemeente van de Belgische gemeente Hamois. Tot 1 januari 1977 was het een zelfstandige gemeente.

## Demografische ontwikkeling
- Bronnen:NIS, Opm:1831 tot en met 1970=volkstellingen, 1976= inwoneraantal op 31 december

## Bezienswaardigheden
In Natoye ligt het Château de Mouffrin, een grote omwalde burcht met vier ronde hoektorens.
Het Kasteel van Skeuvre in Natoye heeft model gestaan voor het kasteel van Rommelgem in de stripserie Robbedoes en Kwabbernoot.

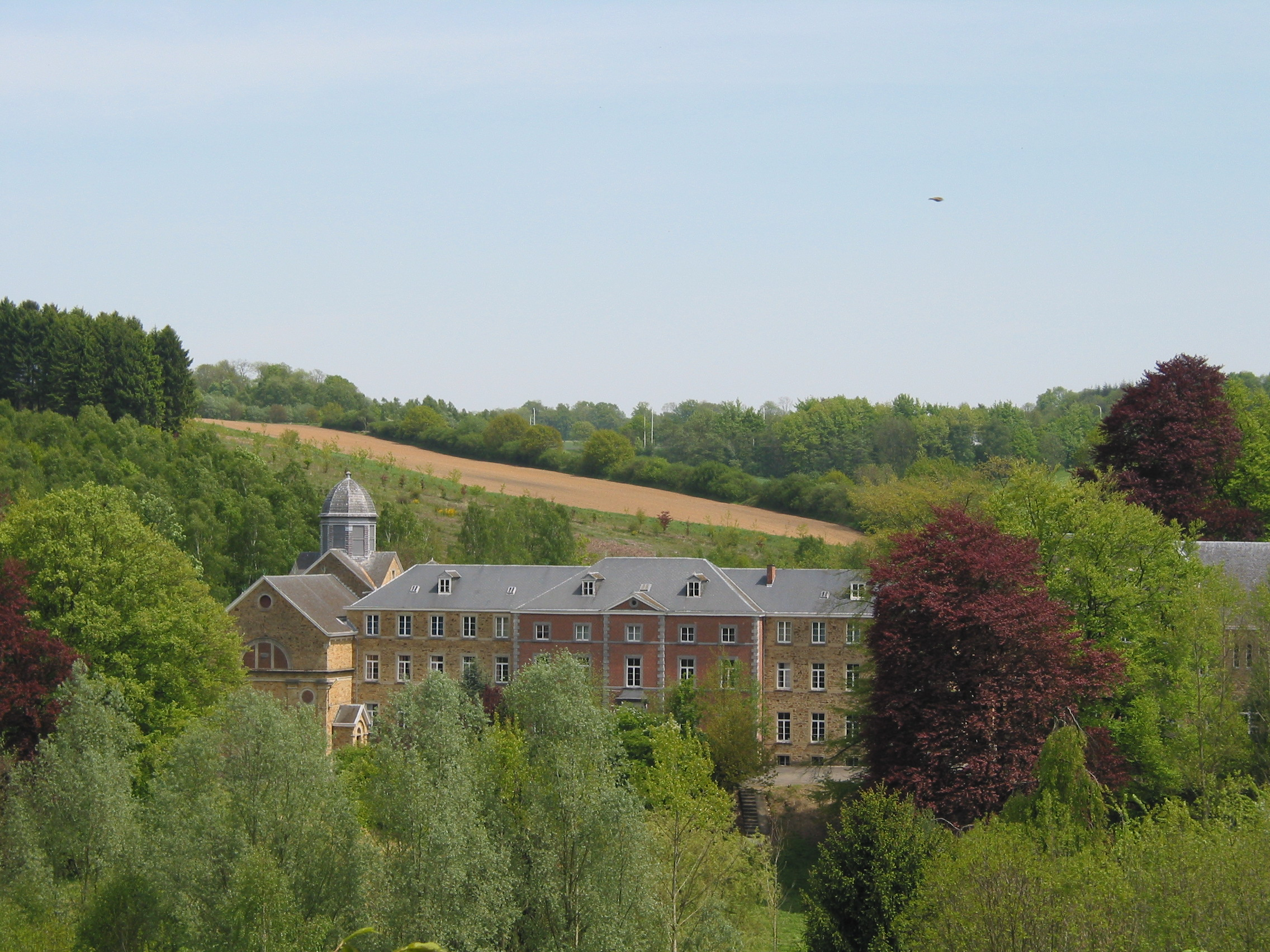
Kasteel in Natoye